# Saint John Figtree

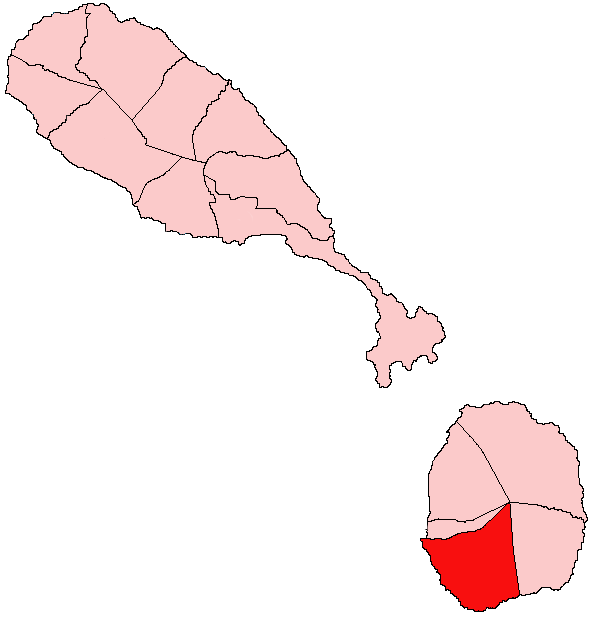

Saint John Figtree – jedna z 5 parafii na wyspie Nevis i jedna w 14 parafii federacji Saint Kitts i Nevis. Stolicą parafii jest Figtree. Pozostałe miejscowości parafii to Brown Hill, Pemboke, Brown Pasture, Cole Hill, Beach Road i Pond Hill.